# Сипуха таліабуйська
Сипуха таліабуйська (Tyto nigrobrunnea) — вид совоподібних птахів родини сипухових (Tytonidae).

## Поширення
Ендемік Індонезії. Поширений на острові Таліабу. Можливо, трапляється на сусідніх островах Манголе і Санані. Вид відомий лише з типового зразка (самиця, спіймана у 1938 році) та декількох спостережень.

## Опис
Єдиний відомий зразок птаха зберігається в Дрезденському зоологічному музеї. Це самиця завдовжки 31 см, довжина крила - 283 мм, а довжина хвоста - 125 мм. Вага невідома. Оперення темно-коричневе з білими плямами. Крила коричневі з білими кінчиками. Хвіст коричневий з трьома темнішими смугами. Лицьовий диск світло-рудувато-коричневий, темніший біля очей. Черево золотисто-коричневе з темними плямами. Ноги оперення червонувато-коричневі. Очі чорно-карі. Дзьоб чорно-сірий. Відкриті ділянки ніг і пальці сірі. Сильні кігті чорнуваті.